# LISA (ゲーム)
『LISA』（リサ）は、世界終末（ポストアポカリプス）系ロールプレイングゲームのシリーズ。『LISA: The First』『LISA: The Painful』『LISA: The Joyful』の三部作。ディンガリング・プロダクションズ（Dingaling Productions、現在はラヴブラッド・ゲームズ (LoveBrad Games)）が開発・販売にあたり、シナリオ執筆・ゲームデザイン・作曲はオースティン・ジョーゲンセン（Austin Jorgensen）が行った。
2023年7月18日には、第二部『LISA: The Painful』と第三部『LISA: The Joyful』をセットにし新要素を追加したリマスター版『LISA: Definitive Edition』が海外で発売され、日本では2024年3月21日に発売された。第一部『LISA: The First』は限定版パッケージ『LISA: Bundle of Joy』に付属するダウンロードコードを介して入手する形式になっている。

## 解説

### LISA: The First
第一部『LISA: The First』は、2012年にフリーウェアとして配信された 。
父マーティから虐待を受けている少女リサが自らの記憶を取り戻すためのビデオテープを探す中で狂気の世界に迷い込む様子が描かれており、『ゆめにっき』に近いゲームシステムとなっている。リサは次回作である『Painful』の時点で既に自殺しているため、以降の作品では登場人物の回想という形での登場となる。

### LISA: The Painful
第二部『LISA: The Painful』は、Kickstarterを通じて資金が集められ、2014年12月15日にMicrosoft Windows/OS X/Linux用ゲームソフトとして発売された。
女性が死滅した結果崩壊に向かいつつある世界にて、リサの兄ブラッドが一人の女の赤ん坊を拾ってバディと名付けて育てあげる様子が描かれている。Dingalingは、暖かな絵柄ながらもシリアスな世界観とコミックリリーフで知られる『MOTHER2 ギーグの逆襲』から影響を受けたとしているが、GameSparkのRIKUSYOをはじめとする日本人ライターからは世界観が『北斗の拳』に近いという指摘がある。荒廃した世界観はゲームのシステムにも表れており、たとえばキャラクターが負傷したり身体の一部を欠損するとそれがグラフィックに反映されるほか、時として犠牲を伴う選択をせざるを得ない状況が発生することもある。また、ブラッドは過去のトラウマから逃れるためにJoyという薬物に手を出しているという設定であるため、禁断症状が出ているときはステータスが下がるという仕組みとなっている。

### LISA: The Joyful
第三部『LISA: The Joyful』は、2015年に前作『LISA: the Painful』のダウンロードコンテンツとして配信された。
主人公は『LISA: the Painful』にも登場したバディことナンシーであり、自らを母体とした世界を築くために戦う物語が展開される。

## 反響
本三部作は、非公式の二次創作が作られるほどの大ヒットを飛ばした。
批評面においても、多くの評論家たちから肯定的な評価を受けた。
ライターの岡本玄介は『LISA: the Painful』について、「ダークで鬱屈としたストーリーが展開するRPGはあるものの、ここまで勝っても絶望感を味わうゲームはなかなかない」とKotakuに寄せた記事の中で評価している。